# Asesinato de Mallory Manning
Ngatai Lynette Manning, también conocida como Mellory Manning (Nelson, 6 de febrero de 1981 - Avonside, Christchurch; 18 de diciembre de 2008), fue una joven neozelandesa que fue brutalmente asesinada mediante apuñalamiento, estrangulamiento y agresión con un poste metálico. Su cuerpo fue arrojado al cercano río Avon y encontrado a la mañana siguiente por un kayakista. En marzo de 2012, un hombre de 24 años fue detenido y acusado del asesinato y secuestro de Manning. Posteriormente fue declarado culpable de su asesinato, pero la condena fue anulada en apelación y los cargos fueron retirados.
La gravedad del caso y su larga duración habían hecho temer a la policía que se tratara de un asesino reincidente, por lo que se ofreció una recompensa por información. Tras la detención, la policía reconoció que había más personas implicadas además del hombre detenido y que la investigación continuaría.

## Trasfondo
Manning tuvo una educación difícil. Su padre abandonó a la familia cuando ella y sus hermanos eran pequeños y luego tuvieron un padrastro poco amable. A los 14 años, dejó la escuela tras ingresar en un centro de acogida por mal comportamiento, y comenzó a coquetear con las drogas. A los 15 empezó a trabajar como prostituta. En 1999, fue condenada a 18 meses de cárcel por apuñalar a una dependienta con una jeringuilla llena de sangre durante un atraco. Pasó varios periodos en prisión.
Su hermana mayor, Jasmine, que "se movía en círculos similares", entró en el programa de protección de testigos y perdió el contacto con Manning, se suicidó en julio de 2008. Manning abandonó la prostitución y se apuntó a un programa de tratamiento con metadona para dejar los opiáceos, ya que temía morir joven como su hermana. Manning se interesó por ir a un politécnico para estudiar arte, se fue a vivir con su madre, y ella y su pareja planeaban tener un hijo. Sin embargo, la pobreza y el desempleo de Manning hicieron que no pudiera permitirse regalos de Navidad para su familia, y volvió a la prostitución callejera "sólo por una noche". En los días u horas anteriores a su muerte, tomó metadona, morfina, diazepam, posiblemente temazepam, y THC, el principio activo del cannabis.

## Homicidio
La noche del 18 de diciembre de 2008, Manning hizo autostop desde el suburbio de Riccarton hasta el centro de Christchurch. Un cliente la recogió a las 21:30 horas en su lugar habitual, en la esquina de las calles Manchester y Peterborough, dejándola en el mismo sitio después de sus servicios. Manning tuvo otro cliente hasta las 22:20 horas. Otra prostituta callejera declaró que esa noche había miembros de la banda Mongrel Mob vigilando a las prostitutas en el centro de Christchurch y exigiendo 20 dólares por cada trabajo, ya que eran los "dueños de la calle". Un kayakista descubrió el cadáver de Manning en el río Avon, en Avonside, sobre las 6:50 de la mañana del día siguiente.

## Investigación
El reloj de Manning se había parado a las once horas en punto, debido a los daños causados por el agua. La investigación inicial de la policía se vio dificultada por el mal tiempo y la lluvia. La policía confirmó que más de un arma estaba detrás de la muerte de Manning. Llegaron a entrevistar a más de 900 personas y supieron de un Ford Falcon oscuro que podría haber estado implicado. También obtuvieron la lista de clientes de Manning, recibiendo una lista de 40 personas con las que querían hablar. La policía tomó pruebas de ADN en un aparcamiento al que Manning solía llevar a sus clientes.
Había numerosas personas de interés, en concreto hombres que vivían en Christchurch y utilizaban prostitutas con regularidad. La policía descartó la teoría de que el asesinato hubiera sido un robo que salió mal, ya que su bolso con todas sus pertenencias aún estaba sobre su hombro cuando fue descubierta. Tras examinar las grabaciones de seguridad de la noche de su desaparición, la policía buscaba a un hombre indio que podría haber sido cliente suyo y al conductor de un todoterreno azul. La policía dijo que quería hablar con los ocupantes de un todoterreno oscuro que fue visto sobre las once de la noche de su desaparición cerca de donde se encontró su cadáver.
En enero de 2009, la policía anunció que se habían encontrado semillas de hierba en el cárdigan que llevaba Manning, lo que sugería numerosos lugares en los que podría haber tenido lugar el asesinato. En octubre de 2009, la policía se puso en contacto con un hombre que había vivido con Manning para que identificara una voz, que reconoció como una persona del "submundo criminal". Otras personas de interés fueron un hombre con camiseta de tirantes y pelo rizado castaño, dos hombres junto a un todoterreno y el conductor de un turismo blanco, todos ellos vistos la noche de su desaparición a pocos metros de donde se encontró su cuerpo. Se estudiaron otros casos de asesinato por si tenían relación con el de Manning, pero no se estableció ninguna. Uno de estos casos fue el asesinato en febrero de 2010 de Vanessa Pickering, que conocía personalmente a Manning.
En diciembre de 2010 se anunció que el lugar donde Manning fue asesinada había sido identificado debido a las semillas encontradas en su ropa; se trataba de una propiedad en Galbraith Avenue en Avonside, cerca de donde el cuerpo había sido arrojado al río. Un almacén en el lugar era un lugar de reunión de Mongrel Mob en ese momento y se sabía que trabajaban prostitutas; sin embargo, no se descartó que la propiedad también pudiera haber sido accedida por otras personas. En septiembre de 2011 se anunció que la policía había descubierto semen en el cuerpo de Manning que no coincidía con el de ninguna de sus parejas esa noche. A pesar de que posiblemente fue agredida sexualmente, la policía no descartó la posibilidad de que Manning tuviera una pareja sexual o un cliente desconocido. Se anunció que estaban centrando la investigación en los miembros de la banda a raíz del descubrimiento del lugar de su muerte.

## La condena injusta de Mauha Fawcett
El 29 de marzo de 2012, la policía detuvo a Mauha Huatahi Fawcett, desempleado de 24 años, y lo acusó del asesinato y secuestro de Manning. La policía dijo que no estaba vinculado a la muestra de semen encontrada en el cuerpo de Manning, pero que vivía en Christchurch en ese momento y tenía vínculos con la propiedad de Galbraith Avenue. Fue sospechoso al principio de la investigación y fue condenado sobre la base de una confesión coaccionada que hizo durante numerosos e intensos interrogatorios policiales. En total, la policía le entrevistó once veces a lo largo de tres años. Su abogado, Chris Stevenson, afirmó que Fawcett hizo una "desconcertante serie de declaraciones incomprensibles durante sus interrogatorios policiales". Posteriormente se le diagnosticó un trastorno del síndrome alcohólico fetal (SAF). La neuropsicóloga Valerie McGinn llegó a la conclusión de que Fawcett "sufría un deterioro significativo de la memoria, y cuando no podía recordar, era propenso a inventarse algo". Describió a Fawcett como un "joven discapacitado", y dijo que su condición significaba que "caería en todas las estratagemas utilizadas por la policía mientras le entrevistaban durante períodos prolongados en múltiples ocasiones".
El juicio de Fawcett comenzó en el Tribunal Superior el 7 de febrero de 2014 y se esperaba que durara 6 semanas. Fawcett llevó a cabo su propia defensa y afirmó que la policía le había coaccionado para que hiciera una confesión. En marzo de 2014, un jurado de 6 hombres y 6 mujeres declaró a Fawcett culpable del asesinato de Manning. En mayo, Fawcett fue condenado a cadena perpetua con posibilidad de libertad condicional después de 20 años. La policía reconoció que la condena de Fawcett no era el final de la investigación, ya que otros miembros de la banda estaban implicados en la muerte de Manning. Todavía no se ha identificado a una persona de interés etiquetada como "Hombre B", pero es probable que esté relacionada con Fawcett y el asesinato.
El 7 de agosto de 2017, el Tribunal de Apelación anuló la condena de Fawcett y ordenó la celebración de un nuevo juicio. Los motivos del recurso no se hicieron públicos en ese momento para preservar el derecho a un juicio justo. Más tarde se supo que el recurso se había estimado por dos motivos. El abogado amicus curiae de Fawcett, que le había asistido en su propia defensa, había presentado alegaciones que no concordaban con la negación general de participación de Fawcett. Además, el Tribunal de Apelación escuchó el testimonio de un experto según el cual Fawcett cumplía los criterios para ser diagnosticado de trastorno del espectro alcohólico fetal, que no había sido presentado ante el Tribunal Superior. El Tribunal de Apelación dictaminó que si esta prueba hubiera estado disponible durante su juicio, podría haber dado lugar a que sus entrevistas y admisiones de culpabilidad fueran declaradas inadmisibles o desestimadas por el jurado.
En septiembre de 2021, la jueza del Tribunal Superior Rachel Dunningham declaró inadmisibles las declaraciones de Fawcett en un nuevo juicio, ya que su trastorno del espectro alcohólico fetal "le convierte en un historiador poco fiable incluso cuando se esfuerza por decir la verdad". Esto hizo que la Corona aceptara retirar la acusación de asesinato y, el 26 de octubre de 2021, Dunningham sobreseyó el caso. Aunque la Corona había pedido que se retirara en virtud del artículo 146 de la Ley de Enjuiciamiento Criminal, que les permitía volver a presentar la acusación en caso de nuevas pruebas, el tribunal lo rechazó. El sobreseimiento significa que Fawcett sólo puede ser juzgado de nuevo con autorización del Tribunal de Apelación.